# 맨발 (영화)
맨발(Barfuss, Barefoot)은 독일에서 제작된 틸 슈바이거 감독의 2005년 영화이다. 틸 슈바이거 등이 주연으로 출연하였고 틸 슈바이거 등이 제작에 참여하였다.

## 출연

### 주연
- 틸 슈바이거
- 조한나 워카렉

### 조연
- 스테펜 빈크
- 마이클 멘들
- 나자 틸러
- 이모겐 코게

## 제작진
- 라인프로듀서: 토머스 직클러
- 협력프로듀서: 알렉산더 베르너
- 협력프로듀서: 크리스티안 커쉬